# Туризм в Псковской области
Туризм Псковской области является частью экономики Псковской области. Основной специализацией региона является культурно-познавательный туризм. Наряду с доминирующим культурно-познавательным туризмом развиваются направления экологического, сельского, событийного, религиозного и крафт туризма. По статистике 63 % туристов приезжают с целью досуга и отдыха. В последние годы активно развиваются частные объекты туристского показа, которые предлагают туристам мастер-классы, интерактивные программы, квесты. Объекты объединены в самостоятельные маршруты, а также дополняют уже существующие классические. Регион представлен в сегменте туризма «выходного дня» и «ситибрейков». Большинство туристов приезжают на выходные, на 2-3 дня.
Межрегиональный и международный сегмент представлен маршрутами с Ленинградской областью, Великим Новгородом, Смоленском, Тверью, Республикой Беларусь, странами Прибалтики. Туроператоры Псковской области, специализирующиеся на выездном туризме, формируют туристский продукт по странам Прибалтики и в Европу.
Важнейшими центрами являются Псков, Печоры, Пушкинские Горы, Изборск, Великие Луки, Гдов, Себеж, Порхов, Остров, Талабские острова. Путешественников привлекают древние крепости в Пскове, Изборске, Порхове, Гдове, Великих Луках. В Едином государственном реестре объектов культурного наследия зарегистрировано 4 810  памятников истории и культуры Псковской области.
Псковский край — это Родина Святой равноапостольной княгини Ольги, князя Владимира Крестителя Руси. С Псковщиной связаны имена Святого благоверного князя Александра Невского. Здесь жили и творили великие гении — А. С. Пушкин, М. П. Мусоргский, Н. А. Римский-Корсаков, С. В. Ковалевская.
Село Михайловское — место, где А. С. Пушкин провёл несколько лет и создал множество произведений, могила поэта находится в Святогорском монастыре.
Псковщина связана со всеми вехами великой и временами трагической историей огромной России. И на сегодняшний день Псковской области есть чем удивить и впечатлить туристов. На территории области порядка 5000 памятников федерального и регионального значения; свыше 3500 озёр; самая крупная болотная система в Европе; самая длинная крепость Европы, самая большая оборонная башня Европы; 10 действующих монастырей, более 40 церквей только в г. Пскове, 10 из которых включены в список всемирного наследия ЮНЕСКО; сохранившиеся дворянские усадьбы. Ежегодно проводится большое количество разнообразных ярких событийных мероприятий театральной, музыкальной, фольклорной, гастрономической направленности, зрелищные исторические реконструкции, спортивные состязания.

На территории области действует 21 музей, работают 5 учебных заведений, готовящих специалистов в сфере туризма, сервиса и гостеприимства по программам высшего и среднего профессионального образования". 
С именами Софьи Ковалевской, Модеста Мусоргского, Николая Римского-Корсакова, Александра Блока, Дмитрия Философова связаны музеи дворянских усадеб. Село Михайловское — место, где А. С. Пушкин провёл несколько лет и создал множество произведений, могила поэта находится в Святогорском монастыре. Этнический туризм связан с посещением изборской народности сето.

## Паломничество
Паломники приезжают в Псково-Печерский монастырь, Никандрову пустынь, Крыпецкий монастырь, Спасо-Казанский Симанский монастырь. Фрески Преображенского собора Мирожского монастыря внесены в Список Всемирного наследия ЮНЕСКО.
Святыни Псковщины издревле привлекают большое количество паломников со всего света. Псковичи одними из первых на Руси приняли крещение от внука княгини Ольги — Владимира. Они приняли христианство как истинную веру и никогда ей не изменяли. Один из первых храмов Святой Троицы на Руси появился именно здесь, в Пскове. Псковичи называли свой главный храм и весь город в целом — Дом Святой Троицы. Первая обитель возникла в Мирожском монастыре в 1156 году. Монастырь знаменит уникальными фресками XII в. работы византийских художников. Фрески чудесным образом сохранились на 80 % и покрывают все стены храма от пола до купола. Это полное изложение событий Священной истории. Монастырь является важнейшим памятником мировой культуры и включен в список ЮНЕСКО.
Местом особого паломничества православных людей является Свято-Успенский Псково-Печерский монастырь. Его история, насчитывающая уже больше пяти веков, начиналась с небольшого пещерного храма. Сейчас обитель является духовным и культурным центром, одним из самых крупных в стране мужских монастырей. Приезжающие в Печерский монастырь стремятся непременно попасть в «Богом Зданные» пещеры. Открытые в 1392 году пещеры являются монастырским кладбищем и местом захоронения знаменитых дворянских родов и священников.
Спасо-Елизаровский монастырь XV века занимает особое место в мировой истории. Именно сюда была принесена Цареградская икона Божией Матери. Сейчас в обители хранится чудотворная икона «Спас Вседержитель» середины XIV века.
Святогорский Свято-Успенский монастырь (XVI в.) был основан по приказу Ивана Грозного и входил в число двадцати богатейших обителей Руси. Монастырь был основан на месте, где пастуху Тимофею были явления чудотворной иконы Божьей Матери Одигитрии. И по сей день по молитвам у иконы Пресвятой Богородицы свершаются чудеса. Кроме того, монастырь знаменит тем, что под его стенами нашёл свой последний приют великий поэт Александр Сергеевич Пушкин.
Излюбленное место паломников — село Выбуты, где родилась Святая равноапостольная княгиня Ольга. А в д. Будник Псковского района родился князь Владимир внук княгини Ольги, креститель Руси.
В юго-восточной части Псковского озера, в 25 км от Пскова, располагаются Талабские острова, которые называют «Псковской Исландией». Эти заповедные места всегда были пристанищем мирских и религиозных отшельников, искавших здесь просветления души и ума. В настоящее время духовным центром островов является Никольский храм на острове Талабск (о. Залита). Этот остров приобрел всемирную известность благодаря подвижнической жизни протоиерея Николая Гурьянова, служившего здесь более 40 лет. Старец Николай Гурьянов считается одним наиболее почитаемых современных чудотворцев.
Крыпецкий монастырь, Никандрова Благовещенская пустынь, Снетогорский монастырь с уникальными фресками псковской школы зодчества, Спасо-Казанский монастырь, основанный Владимиром Симанским — прадедом Патриарха Московского и Всея Руси Алексия I, и это далеко не весь перечень святых мест.

## Событийный туризм
Ежегодно в Пскове проводится большое количество событийных мероприятий от локальных до международных. Наряду с классическими праздниками, приуроченными к празднованию Нового Года, Масленицы, Ивана Купалы, Пасхи и других, есть свои уникальные фестивали, которые прочно вписались с событийный календарь региона и неизменно привлекают большое количество гостей. Это Всероссийский театральный фестиваль, международный фестиваль искусств людей с особенностями развития «Другое искусство», Всероссийский пушкинский праздник поэзии, ежегодные встречи воздухоплавателей в Великих Луках, военно-исторические фестивали: «Ледовое побоище», «Исаборг», «Железный град», «Хельга» (Выбуты), «Линия Сталина»; гастрономические фестивали: «Медовый фестиваль», «Сыр и Пряник», «Праздник Псковского пирога»; фестиваль активного отдыха «ДА!FEST», Международный этнокультурный фестиваль народа сето «Сетомаа. Семейные встречи», «День Скобаря».

## Этнический туризм
В Печорском районе находится единственный в России музей народа сето. Музей, филиал Изборского музея-заповедника, размещается в подлинной усадьбе семьи Кюлаотс. Многие предметы ещё несут в себе тепло рук их владельцев. Здесь можно увидеть национальную сетоскую одежду, предметы домашней утвари, предметы обихода, старинные фотографии. Посетителей музея радушно познакомят с языческим богом плодородия Пеко, угостят травяным чаем и горячими пирогами. А в доме напротив, в старинной сетоской усадьбе, расположился частный музей народа сето, хозяйка которого расскажет об интересной и непростой судьбе этого малого народа.

## Экологический туризм
В Псковской области есть все условия для развития экологического туризма, этому способствует наличие особо охраняемых природных территорий, включенных в активный туристский оборот:
1. Полистовский заповедник — самая крупная верховая болотная система Европы. В Полистовском заповеднике действуют экологические маршруты, позволяющие ознакомиться с основными экосистемами, типичными и редкими видами флоры и фауны. В заповеднике имеются разнообразные экологические маршруты и экскурсии. В визит-центре заповедника в п. Бежаницы располагается небольшой интерактивный музей природы Полистовских болот, где можно получить подробную информацию об экскурсиях Полистовского заповедника, а также интересных туристических объектах Бежаницкого и Локнянского районов. В музее природы обустроен аквариум, где живёт и функционирует самое настоящее болото, демонстрируется слайд-шоу, одна из стен полностью занята природными фотографиями, представляющими четыре времени года на Полистовских болотах. Представлено несколько интерактивных стендов-игр.
2. В Себежском национальном парке существуют маршруты разной протяженности, такие как экскурсия по городу Себежу, по учебной тропе, водные экскурсии по системе озёр, автомобильные — по Парку. Особой популярностью пользуется один из интереснейших пешеходных маршрутов по гряде ледникового происхождения высотой 40 м, с крутыми склонами, поросшими сосновым лесом. На территории парка для туристов выделены специальные зоны отдыха. Так, в Центре экологического образования и туризма «Озерявки», расположенном в сосновом лесу на берегу озера, для туристов построена русская баня и детская спортивная площадка. Здесь же непосредственно на территории эколого-просветительского центра располагается визит-центр «Водно-болотные угодья Себежского Поозерья». На территории Парка выделены зоны для палаточных городков, оборудованные всем необходимым для посетителей.
3. Изборско-мальская долина представляет собой своего рода «хранилище» научных, этнических и историко-культурных и природных ценностей. Долина сохранила тысячелетнюю планировочную и градостроительную структуру, традиционные крестьянские селения и усадьбы, памятники археологического наследия разных эпох. На территории долины находится «Тропа здоровья», протяженностью 3.5 км, на которой можно увидеть уникальные памятники истории, археологии и природы. В границах исторической тропы находятся уникальные памятники истории, археологии и природы: Труворово городище, часовня Святой Анастасии, Городищенское и Мальское озёра, подземные ключи и источники, выходы карбонатных пород, месторождение туфа, редкие и охраняемые виды растений. По ходу следования предусмотрены две стоянки, оборудованные беседками и скамейками, а также отведено специальное место для разведения костра. В Изборско-мальской долине проводится большое количество традиционных экскурсий, а также «треккинги». Рекреационные ресурсы Изборско-мальской долины востребованы как у туроператоров, так и у индивидуальных туристов.
4. Остров имени Белова. Территория Талабских островов востребована для целей паломничества и рекреации. Туристы прибывают для посещения православных святынь и для отдыха на озере. На Талабских островах разработано несколько маршрутов, среди которых «Путешествие на Талабские острова (посещение двух островов)», «Путешествие на остров Залита», квест «Остров сокровищ» и «Выходные наТалабских островах».

## Детский туризм
Псковская область на протяжении многих лет является одним из популярных направлений детского туризма. С 2016 года регион принимает детей по программе детского туризма «Моя Россия» (в настоящее время программа реализуется в рамках национального проекта «Культура»). С 2016 по 2019 год регион посетило более 2000 детей со всех уголков России.
Также Псковская область признана федеральной площадкой программы «Живые уроки» для регионов Северо-Запада России. Проект «Живые уроки» направлен на разработку и внедрение туристско-экскурсионных мероприятий в программы общего и профессионального образования. Оператором проекта разработан каталог образовательных программ. Каталог можно использовать как конструктор тура: учитель в зависимости от профиля школьного предмета может самостоятельно собрать целостный турпродукт, соединив классическую экскурсию с музейной или интерактивной программой, квестом или мастер-классом. Являясь формой интеграции образования и туризма, проект призван живо и интерактивно знакомить школьников с историческим, культурным, природным наследием Псковской области. Проект направлен на повышение интеллектуального, культурного, духовного уровня, на усиление гражданско-патриотического воспитания детей и молодежи, сохранение и укрепление национальных традиций.

## Санатории[17]
| - Санаторий «Хилово» - Санаторий «Голубые озера» - Санаторий «Черёха» - Детский санаторий «Гороховое озеро» |

## Пансионаты[17]
- «Маево»
- «Кривск»

## Статистика
По данным официальной статистики в 2019 году Псковскую область посетило 426,9 тыс. туристов и 1,5 млн экскурсантов.
Абсолютное большинство туристов приезжают в регион из Москвы и Санкт-Петербурга. Иностранные граждане составляют 10 % от турпотока. В регионе действует 141 средство размещения, 55 турфирм. Жители Псковской области чаще всего отправляются в турпоездки по регионам России, а также заграницу в Латвию, Эстонию, Турцию, Тунис.